# Jack Kearns

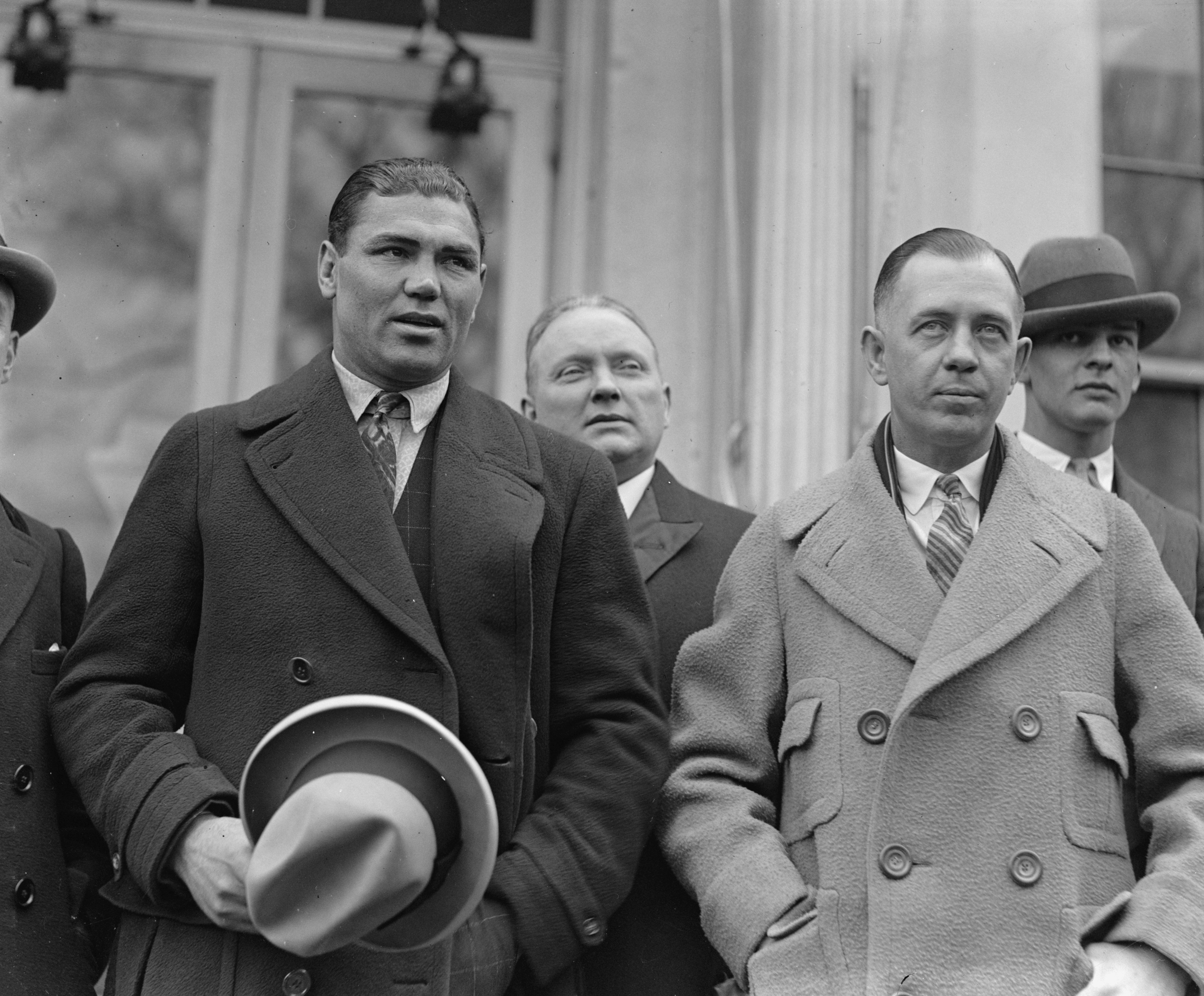
Jack Kearns (rechts) und Jack Dempsey

Jack „Doc“ Kearns (* 17. August 1882 in Waterloo, Michigan; † 17. Juni 1963) war ein Boxmanager, insbesondere von Jack Dempsey. Das Ring Magazine bezeichnete ihn als „größten Boxmanager aller Zeiten“.

## Anfänge
Kearns wuchs im Staat Washington auf. Schon mit 16 zog er nach Alaska, um beim Yukon-Goldrausch sein Glück zu versuchen, er arbeitete dort in Saloons. Später arbeitete er auf einer Farm und als Schlepper für chinesische Einwanderer.
Er fing damals an im Leicht- und Weltergewicht als „Young Kid Kearns“ zu boxen und behauptete später, sechzig Kämpfe bestritten zu haben. Kearns betrieb eine Bar und einen Boxclub in Spokane, orientierte sich aber immer mehr in Richtung San Francisco, damals die Welthauptstadt des Boxens. Er fing dann an, Boxer zu managen und zu promoten, beispielsweise Harry Wills.

## Dempsey-Zeit 1917–1923
1917 traf er den jungen Dempsey. Kearns führte Dempsey zum spektakulären Titelgewinn 1919 gegen Jess Willard.
Er war ein Meister der Publicity und erzeugte die erste Millioneneinnahme der Boxgeschichte mit dem Kampf gegen Georges Carpentier. Kearns’ Genie war es auch zu verdanken, dass Dempsey 300.000 US-Dollar erhielt für einen Kampf  gegen den kleineren Tommy Gibbons in Shelby, Montana. Einen Kampf gegen seinen Ex-Schützling Wills wusste er aber zu verhindern.
Es kam zu Spannungen mit Promoter Tex Rickard. Dempsey trennte sich von ihm nach seinem Kampf gegen Luis Firpo 1923.
Dempsey und seine neue Frau, die Schauspielerin Estelle Taylor, fühlten sich von Kearns geprellt. Dies führte zu verbitterten Prozessen.

## Nach Dempsey
Bis zu seinem Tod blieb er Manager, unter anderem von Joey Maxim, Archie Moore und Mickey Walker. Er arbeitete fünf Jahre als Matchmaker für den International Boxing Club, in der Nachkriegszeit das Instrument der Cosa Nostra zur Beherrschung des Boxens.
Vor dem Kefauverkomitee, einem Senatsuntersuchungsausschuss über die Mafiaverstrickung im Boxen, konnte er sich aber rausreden, nichts mit Manipulationen zu tun zu haben.
Kearns war es auch, der den ersten Boxkampf in Las Vegas veranstaltete, 1955 zwischen Archie Moore und Niño Valdés.
1990 fand Kearns Aufnahme in die International Boxing Hall of Fame.